# Peter Jackson (Tischtennisspieler)
Peter Jackson (* 22. Oktober 1964 in Papakura) ist ein neuseeländischer Tischtennisspieler. Er nahm an elf Weltmeisterschaften und an den drei Olympischen Spielen 1988, 1992 und 2000 teil.

## Werdegang
Peter Jackson begann im Alter von sieben Jahren mit dem Tischtennis. Sein Vater war mehrfacher neuseeländischer Meister. Ende der 1980er Jahre spielte er in England und Belgien.
Peter Jackson gewann von 1986 bis 2002 insgesamt 25 Medaillen bei den Ozeanienmeisterschaften, nämlich 13-mal Gold, 10-mal Silber und 2-mal Bronze. Bei den Weltmeisterschaften von 1983 bis 2001 kam er nie in die Nähe von Medaillenrängen.
Bei den Olympischen Spielen 1988 in Seoul trat Peter Jackson nur im Doppelwettbewerb an. Mit Barry Griffiths gewann er einmal und verlor sechsmal, womit er auf dem geteilten letzten Platz 29 landete. 1992 in Barcelona kam er im Einzel nach einem Sieg und zwei Niederlagen auf Platz 33. Das Doppel mit Hagen Bower blieb sieglos und musste drei Niederlagen hinnehmen, was zum geteilten letzten Platz 25 führte. 2000 in Sydney war er nur im Einzel vertreten. Sieglos mit zwei Niederlagen kam er im Einzel auf den geteilten letzten Platz 49. Im Doppel war er nicht vertreten. 1996 war er nicht aktiv, sondern als Sport Manager vertreten.
Peter Jacksons beste Platzierung in der ITTF-Weltrangliste war Platz 115. Im Jahre 2009 wurde er in die Hall of Fame Neuseelands aufgenommen. In dieser Zeit spielte er in Frankreich.

## Spielergebnisse bei den Olympischen Spielen
- Olympische Spiele 1988 Doppel mit Barry Griffiths in Vorgruppe B[4]
  - Siege: Ding Yi/Gottfried Bär (Österreich)
  - Niederlagen: Jan-Ove Waldner/Mikael Appelgren (Schweden), Kim Ki-taik/Kim Wan (Südkorea), Georg Böhm/Jürgen Rebel (Bundesrepublik Deutschland), Desmond Douglas/Sky Andrew (Großbritannien), Mario Álvarez/Raymundo Fermín (Dominikanische Republik), Chih Chin-long/Chih Chin-shui (Taiwan)
- Olympische Spiele 1992 Einzel in Vorgruppe O[5]
  - Siege: Rubén Arado (Kuba)
  - Niederlagen: Hiroshi Shibutani (Japan), Ding Yi (Österreich)
- Olympische Spiele 1992 Doppel mit Hagen Bower in Vorgruppe H[6]
  - Siege: -
  - Niederlagen: Damien Éloi/Jean-Philippe Gatien (Frankreich), Andrzej Grubba/Leszek Kucharski (Polen), Atanda Musa/Sule Olaleye (Nigeria)
- Olympische Spiele 2000 Einzel in Vorgruppe C[7]
  - Siege: -
  - Niederlagen: Chetan Baboor (Indien), Petr Korbel (Tschechoslowakei)

## Turnierergebnisse
| Verband | Veranstaltung        | Jahr | Ort                    | Einzel         | Doppel         | Mixed     | Team |
| ------- | -------------------- | ---- | ---------------------- | -------------- | -------------- | --------- | ---- |
| NZL     | OCEANIA Championship | 1986 | Ballarat               | Halbfinale     | Winner         | Winner    | 2    |
| NZL     | OCEANIA Championship | 1988 | Noumea                 | Halbfinale     | Winner         | Winner    | 1    |
| NZL     | OCEANIA Championship | 1990 | Palmerston Nth         | Winner         | Runn-up        | Winner    | 2    |
| NZL     | OCEANIA Championship | 1993 | Victoria               | Runn-up        |                |           | 1    |
| NZL     | OCEANIA Championship | 1994 | Papeete                | Runn-up        |                |           | 2    |
| NZL     | OCEANIA Championship | 1996 | Auckland               | Winner         | Runn-up        | Winner    | 2    |
| NZL     | OCEANIA Championship | 1998 | Bendigo                | QF             |                | Runn-up   | 1    |
| NZL     | OCEANIA Championship | 2000 | Koumac                 | QF             | Runn-up        | Winner    | 2    |
| NZL     | OCEANIA Championship | 2002 | Suva                   | Halbfinale     |                |           | 1    |
| NZL     | Olympic Games        | 1988 | Seoul                  | dnp            | Lost 1st stage |           |      |
| NZL     | Olympic Games        | 1992 | Barcelona              | Lost 1st stage | Lost 1st stage |           |      |
| NZL     | Olympic Games        | 2000 | Sydney                 | Lost 1st stage | dnp            |           |      |
| NZL     | Pro Tour             | 1999 | AUS                    | Rd of 16       | Rd of 16       |           |      |
| NZL     | World Cup            | 1990 | Chiba City             | 13-16th places |                |           |      |
| NZL     | World Cup            | 1991 | Kuala Lumpur           | 13-16th places |                |           |      |
| NZL     | World Cup            | 1992 | Ho Chi Minh City       | 9-12th places  |                |           |      |
| NZL     | World Cup            | 1993 | Guangzhou              | 13-16th places |                |           |      |
| NZL     | World Cup            | 1996 | Nimes                  | 13-16th places |                |           |      |
| NZL     | World Cup            | 1997 | Nimes                  | 13-16th places |                |           |      |
| NZL     | World Cup            | 1999 | Xiaolan                | 13-16th places |                |           |      |
| NZL     | World Cup            | 2001 | Courmayeur             | 13-16th places |                |           |      |
| NZL     | World Doubles Cup    | 1992 | Las Vegas              |                | 13             |           |      |
| NZL     | WTC-World Team Cup   | 1990 | Hokkaido, Aomori, Niig |                |                |           | 13   |
| NZL     | World Championship   | 1983 | Tokyo                  | Qual           | Rd of 64       | Qual      | 37   |
| NZL     | World Championship   | 1985 | Gothenburg             | Rd of 64       | Rd of 32       | Qual      | 38   |
| NZL     | World Championship   | 1987 | New Delhi              | Rd of 128      | Qual           | Rd of 128 | 38   |
| NZL     | World Championship   | 1989 | Dortmund               | Rd of 128      | Qual           | Rd of 128 | 42   |
| NZL     | World Championship   | 1991 | Chiba City             | Rd of 128      | Qual           | Rd of 128 | 39   |
| NZL     | World Championship   | 1993 | Gothenburg             | Qual           | Qual           | Qual      | 43   |
| NZL     | World Championship   | 1995 | Tianjin                | Rd of 128      | Rd of 64       | dnp       | 38   |
| NZL     | World Championship   | 1997 | Manchester             | Rd 3           | Rd 2           | Rd 1      | 42   |
| NZL     | World Championship   | 1999 | Eindhoven              | Rd of 128      | Rd of 64       | Rd of 32  | 57   |
| NZL     | World Championship   | 2000 | Kuala Lumpur           | Rd of 128      | Rd of 64       | Rd of 32  | 57   |
| NZL     | World Championship   | 2001 | Osaka                  | Qual           | Qual           | Rd of 128 | 44   |